# Wayne (Maine)
Wayne es un municipio ubicado en el condado de Kennebec, Maine, Estados Unidos. Tiene una población estimada, a mediados de 2021, de 1134 habitantes.
Durante el verano, Wayne es la sede del Camp Androscoggin, uno de los campamentos para niños y adolescentes varones más antiguos del estado. 
Un lugar de recreación popular en el centro de Maine, Wayne es parte de la región de Winthrop Lakes. 
Forma parte del área micropolitana (NECTA, New England City and Town  Area) de Augusta. 

## Geografía
La localidad está ubicada en las coordenadas 44°20′30″N 70°4′5″O / 44.34167, -70.06806 (44.34155, -70.067985). Según la Oficina del Censo de los Estados Unidos, Wayne tiene una superficie total de 66.38 km², de la cual 49.88 km² corresponden a tierra firme y 16.50 km² son agua.

## Demografía
Según el censo de 2020, en ese momento había 1129 personas residiendo en Wayne. La densidad de población era de 22.6 hab./km². El 94.5% de los habitantes eran blancos, el 0.4% eran afroamericanos, el 0.3% eran amerindios, el 0.2% eran asiáticos, el 0.1% era isleño del Pacífico, el 0.7% eran de otras razas y el 3.8% eran de una mezcla de razas. Del total de la población, el 1.0% eran hispanos o latinos de cualquier raza.